# Kloster Gergeri
Kloster Gergeri (Mons Sancti Gregori; bei Bedini: Gereri; bei Becking: Gergeri; bei www.ocist.org: Gergri) war ein ehemaliges Zisterzienserkloster in Griechenland. Es lag auf der Insel Kreta, südsüdwestlich von Iraklio.

## Geschichte
Das zuvor griechische Kloster wurde nach der Abtretung Kretas an Venedig in der Folge des Vierten Kreuzzugs im Jahr 1218 als Tochterkloster von Kloster San Tommaso dei Borgognoni (Torcello) bei Venedig dem Zisterzienserorden angeschlossen, das selbst eine Tochtergründung von Kloster Rosières aus der Filiation der Primarabtei Morimond war. Wann das Kloster sein Ende fand, ist unbekannt (s. Kloster Zaraka), jedoch bestand es noch im Jahr 1273 (Statuten des Generalkapitels) und soll seine Arbeit noch mehrere Jahrhunderte fortgesetzt haben. Da die venezianische Herrschaft über Kreta bis in die Mitte des 17. Jahrhunderts andauerte, kann das Kloster bis in diese Zeit bestanden haben.